# حرب السيخ الأولى
حرب السيخ الأولى أو الحرب الإنجليزية السيخية الأولى هي حرب دارت بين إمبراطورية السيخ وجماعة الهند الشرقية في فترة 1845 - 1846 م. أسفر عن ذلك إخضاع جزئي لمملكة السيخ والتنازل عن جامو وكشمير كدولة منفصلة للأمراء تحت الحكم البريطاني.

## خلفية وأسباب الحرب
تم توسيع مملكة السيخ في البنجاب وتوطيدها بواسطة مهراجا رانجيت سينغ خلال السنوات الأولى من القرن التاسع عشر، في نفس الوقت تقريبًا مع تقدم المناطق التي تسيطر عليها بريطانيا عن طريق الغزو أو تضمها إلى حدود البنجاب. حافظ رانجيت سينغ على سياسة الصداقة الحذرة مع البريطانيين، حيث تخلى عن بعض الأراضي جنوب نهر سوتليج، بينما في الوقت نفسه بنى قواته العسكرية لردع العدوان البريطاني وشن الحرب على الأفغان واستأجر جنود مرتزقة أمريكيين وأوروبيين لتدريب مدفعيته، وقام أيضاً بدمج وحدات من الهندوس والمسلمين في جيشه.  
باستغلال الخلاف بين الأفغان، غزا السيخ مدن ومحافظات بيشاور ومولتان، ودمجوا ولايتي جامو وكشمير في إمبراطوريتهم. بمجرد استعادة النظام في أفغانستان، أصبح البريطانيون مهووسين بفكرة أن الأمير دوست محمد خان من أفغانستان، كان يتآمر مع الإمبراطورية الروسية وشن الحرب الأنجلو أفغانية الأولى ليحل محل شوجا شاه دوراني. حظي هذا التحرك بدعم السيخ، مقابل التنازل الرسمي لبيشاور عن السيخ بواسطة شوجا شاه. كان الغزو البريطاني ناجحًا في البداية، ولكن اتخذ منعطفًا كارثيًا مع مذبحة جيش الفينستون، التي خفضت من هيبة البريطانيين، وجيش البنغال التابع لجماعة الهند الشرقية البريطانية على وجه الخصوص. انسحب البريطانيون أخيرًا من أفغانستان ومن بيشاور التي احتفظوا بها كقاعدة متقدمة في عام 1842 م

### الأحداث في البنجاب
توفي رانجيت سينغ في عام 1839. بعد وفاته مباشرة، بدأت مملكته الوقوع في الفوضى. طُرد ابن رانجيت الشرعي الذي لا يحظى بشعبية خارك سينغ من السلطة في غضون بضعة أشهر، وتوفي لاحقًا في السجن في ظروف غامضة. اعتُقد على نطاق واسع أنه تسمم. جرى استبداله بابنه المؤهل والمنفصل كانوار ناو نيهال سينج الذي توفي أيضًا في غضون أشهر قليلة في ظروف مشبوهة بعد إصابته في سقوط ممر مقنطر في قلعة لاهور في حين عودته من مراسيم حرق جثة أبيه.
في ذلك الوقت، كان هناك رائدان رئيسيان في البنجاب يتنافسان على السلطة والنفوذ وهما، السيخي السندهانوالياس والهندوسي دوجراس. نجح دوجراس في رفع شير سينغ (الابن الأكبر غير الشرعي لرانجيت سينغ) إلى العرش في كانون الثاني/ يناير 1841. لجأ السندهانوالياس إلى الأراضي البريطانية، لكن كان لديه الكثير من الأتباع بين جيش البنجاب.
كان الجيش يتوسع بسرعة في أعقاب وفاة رانجيت سينغ، من 29000 (مع 192 بندقية) في عام 1839 إلى أكثر من 80000 في عام 1845، عندما حمل أصحاب العقارات وحراسهم السلاح. الذين أعلنوا أنفسهم ليكونوا تجسيدًا لأمة السيخ. شكلت البانشيات (اللجان) التابعة لها مصدرًا بديلًا للطاقة داخل المملكة، معلنة أنه جرى إحياء نموذج جورو جوبيند سينغ لكومنولث السيخ مع تولي السيخ ككل كل من السلطة التنفيذية والعسكرية والمدنية في الدولة، وهو ما وصفه المراقبون البريطانيون بأنه «ديمقراطية عسكرية خطيرة». وصف الممثلون البريطانيون والزوار في البنجاب أن الأفواج تحافظ على النظام «المتشدد» داخليًا، ولكن أيضًا في حاله دائمة من التمرد أو الثورة ضد دوربار (المحكمة المركزية).
لم يكن مهراجا شير سينغ قادرًا على تلبية مطالب الأجور التي قدمها الجيش، رغم أنه قيل إنه صرف أموالًا في محكمة منحلَة. في سبتمبر 1843، قُتل على يد ابن عمه وهو ضابط في الجيش اجيت سينغ سيندهانوليا. انتقمت دوغرا من المسؤولين عنها وأصبحت، جيند كور (أرملة رانجيت سينغ الأصغر) وصية لابنها الرضيع دوليب سينغ بعد مقتل الوزير هيرا سينغ، في أثناء محاولة الفرار من العاصمة بنهب من الخزانة الملكية (توشكانا) على أيدي قوات بقيادة شام سينغ اتاريولا. أصبح شقيق جيند كور جواهر سينغ وزيرًا في ديسمبر 1844. وفي عام 1845، اغتيل بيشاور سينغ الذي شكل تهديدًا لدوليب سينغ باستدعائه من قبل الجيش. على الرغم من محاولته رشوة الجيش، ذبحه في سبتمبر 1844 بحضور جيند كور ودوليب سينغ.
تعهدت جيند كور علنًا بالانتقام من قتلة أخيها وبقيت هي الوصي. أصبح لال سينغ الوزير وأصبح تيج سينغ قائد الجيش. وقد أكد المؤرخون السيخ أن هذين الرجلين كانا بارزين في فصيل دوجرا. كان الهندوس من الطبقة العليا في الأصل من خارج البنجاب، وقد تحول كلاهما إلى السيخية في عام 1818.

### نشاطات بريطانيا
مباشرة بعد وفاة رانجيت سينغ، بدأت سرية الهند الشرقية البريطانية في زيادة قوتها العسكرية، لا سيما في المناطق المجاورة للبنجاب، حيث أقامت ثكنة عسكرية حربية في فيروزبور، على بعد بضعة أميال فقط من نهر سوتليج الذي يميز الحدود بين الهند التي تحكمها بريطانيا والبنجاب. في عام 1843، احتلوا وضموا السند إلى الجنوب من البنجاب، في خطوة اعتبرها الكثير من البريطانيين جاهلة وخسيسة. هذا ولم يلق البريطانيون أي احترام في البنجاب، وزادت الشكوك حول الدوافع البريطانية.
هناك جدل في حقيقة تصرفات البريطانيين ومواقفهم في عهد الحاكم العام اللورد الينبورو وخلفه، السير هنري هاردينج. حسب معظم الروايات البريطانية، كان قلقهم الرئيسي هو أنَّ جيش السيخ دون قيادة قوية لكبحهم كان يمثل تهديدًا خطيرًا للأراضي البريطانية على طول الحدود. أورد المؤرخون السيخ والهنود أن الاستعدادات العسكرية التي قام بها هؤلاء الحكام العامون كانت مسيئة بطبيعتها؛ على سبيل المثال، أعدوا سد القطارات ومدفعيات بندقية الحصار والتي من غير المحتمل أن تكون مطلوبة في عملية عسكرية دفاعية بحتة.
تأثرت المواقف البريطانية بتقارير من وكيلها السياسي الجديد في المناطق الحدودية، الميجور جورج برودفورت، الذي أكد على الفوضى في البنجاب وروى كل حكاية من السلوك الفاسد في المحكمة. بالنسبة لبعض المسؤولين البريطانيين، كانت هناك رغبة قوية في توسيع النفوذ البريطاني والسيطرة على البنجاب، حيث كانت القوه الهائلة الوحيدة المتبقية التي يمكن أن تهدد السيطرة البريطانية وآخر مملكة مستقلة لا تخضع للنفوذ البريطاني. كما اشتهرت المملكة بكونها الأكثر ثراء. أما كوه أي نور فهي واحدة من كنوزها الكثيرة. على الرغم من ذلك، من غير المحتمل أن تكون جماعة الهند الشرقية البريطانية قد حاولت عمدًا ضم البنجاب لو لم تحدث الحرب، لأننهم ببساطة لم يكن لديهم القوى البشرية أو الموارد اللازمة للاحتفاظ بالأراضي (كما أثبت ذلك اندلاع الحرب الأنجلو السيخية الثانية). ومع ذلك، كان للاشتداد العسكري البريطاني غير المقيد والعدواني على الحدود تأثير في زيادة التوتر داخل البنجاب وجيش السيخ.[بحاجة لمصدر]